# 845 до н. е.

## Події
- Ассирія: похід царя Салманасара ІІІ на Сирію; невдача у війні з Дамаском.
- Афіни: цар Аріфрон (до 825 до н. е.).